# Мугі (Дагестан)
Мугі (рос. Муги) — село Акушинського району, Дагестану Росії.
Населення — 3177 (2015).

## Населення
За даними перепису населення 2002 року в селі мешкало 3154 особи. В тому числі 1530 (48,51 %) чоловіків та 1624 (51,49 %) жінки.
Переважна більшість мешканців — даргинці (100 % від усіх мешканців). У селі переважає північнодаргинська мова.
У 1959 році в селі проживало 1848 осіб.